# 周世虹
周世虹（1963年4月—），男，汉族，安徽无为人，中华人民共和国政治人物。现任安徽省律师协会监事长，民革安徽省委会副主委。第十三、十四届全国政协委员。